# Trapa pentru copii abandonați

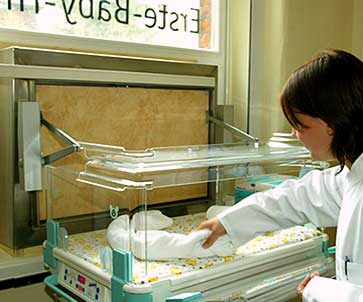
O astfel de trapă, Babyklappe, în Germania

Trapa pentru copii abandonați sau Baby box este denumirea locurilor special amenajate, de regulă în incinta spitalelor, în care mamele își pot abandona nou-născuții, sub protecția anonimatului și fără a fi expuse rigorilor legii.
Deși proiectul stârnește vii controverse, a fost introdus în mai multe țări în scopul reducerii ratei avorturilor și salvării vieții copiilor nedoriți, care ar fi fost aruncați la gunoi.
Un astfel de demers a fost înregistrat încă din Evul Mediu. În 1198, în Italia erau deja instalate în pereții căminelor „rotative pentru copii din flori” (ruota dei trovatelli), a căror existență a fost decretată de papa Inocențiu al III-lea, deoarece devenise frecventă practica aruncării în Tibru a copiilor nedoriți.
Dedicat ajutorării celor defavorizați, preotul francez Vincențiu de Paul susține introducerea unor tours d’abandon, „rotative de abandon”, iar în 1638 ridică, la Paris, primul cămin pentru copii abandonați.
Din cauza situației economice dificile, în secolul al XIX-lea zeci de mii de copii au fost abandonați în aceste rotative, care au fost abolite abia în 1904.
Și astăzi în Franța, femeile pot naște la spital sub anonimat  (accouchement sous X, „naștere cu semnătură X”) și să-și lase copilul acolo.